# 35. ceremonia wręczenia Europejskich Nagród Filmowych
35. ceremonia wręczenia Europejskich Nagród Filmowych odbyła się 10 grudnia 2022 roku w Reykjavíku, w sali koncertowej Harpa.
Nominacje do nagród ogłoszono 8 listopada 2022 roku. Najwięcj nominacji - po cztery - otrzymały ex aequo trzy filmy: belgijski Blisko, duński Holy Spider i szwedzki W trójkącie. Trzykrotnie nominowano austriacki dramat kostiumowy W gorsecie.
Największym zwycięzcą tej edycji rozdania nagród został szwedzki komediodramat W trójkącie w reżyserii Rubena Östlunda. Obraz zdobył cztery statuetki w najważniejszych kategoriach (najlepszy film, reżyseria, aktor, scenariusz). Dwiema nagrodami technicznymi wyróżniono trzy filmy: brytyjski dramat Belfast w reżyserii Kennetha Branagha, niemiecki film wojenny Na Zachodzie bez zmian Edwarda Bergera oraz polski obraz IO Jerzego Skolimowskiego.
Nagrodę za osiągnięcia życia otrzymała niemiecka reżyserka Margarethe von Trotta, a laureatem Europejskiej Nagrody Filmowej za wkład w światowe kino został palestyński reżyser Elia Suleiman.

## Laureaci i nominowani

### Nagrody przyznawane przez członkówEFA

#### Najlepszy europejski film roku
- W trójkącie, reż. Ruben Östlund
  -  Alcarràs, reż. Carla Simón
  -  Blisko, reż. Lukas Dhont
  -  Holy Spider, reż. Ali Abbasi
  -  W gorsecie, reż. Marie Kreutzer

#### Najlepszy europejski film komediowy
- Szef roku, reż. Fernando León de Aranoa
  -  Cop Secret, reż. Hannes Þór Halldórsson
  -  Podziały, reż. Catherine Corsini

#### Najlepszy europejski reżyser
- Ruben Östlund – W trójkącie
  -  Ali Abbasi − Holy Spider
  -  Lukas Dhont − Blisko
  -  Alice Diop − Saint Omer
  -  Marie Kreutzer – W gorsecie
  -  Jerzy Skolimowski − IO

#### Najlepszy europejski aktor
- Zlatko Burić – W trójkącie
  -  Eden Dambrine – Blisko
  -  Pierfrancesco Favino – Nostalgia
  -  Elliott Crosset Hove – Godland
  -  Paul Mescal – Aftersun

#### Najlepsza europejska aktorka
- Vicky Krieps – W gorsecie
  -  Penélope Cruz – Matki równoległe
  -  Zar Amir Ebrahimi – Holy Spider
  -  Meltem Kaptan − Rabiye
  -  Léa Seydoux – Piękny poranek

#### Najlepszy europejski scenarzysta
- Ruben Östlund – W trójkącie
  -  Carla Simón i Arnau Vilaró − Alcarràs
  -  Kenneth Branagh − Belfast
  -  Lukas Dhont i Angelo Tijssens – Blisko
  -  Ali Abbasi i  Afshin Kamran Bahrami – Holy Spider

### Nagrody techniczne

#### Najlepszy europejski operator
- Kate McCullough − Cicha dziewczyna

#### Najlepszy europejski kompozytor
- Paweł Mykietyn – IO

#### Najlepszy europejski montażysta
- Özcan Vardar i Eytan İpeker – Gorące dni

#### Najlepszy europejski scenograf
- Jim Clay − Belfast

#### Najlepszy europejski kostiumograf
- Charlotte Walter − Belfast

#### Najlepszy europejski dźwiękowiec
- Simone Paolo Olivero,  Paolo Benvenuti,  Benni Atria,  Marco Saitta,  Ansgar Frerich i  Florian Holzner − Pod ziemią

#### Najlepszy europejski charakteryzator
- Heike Merker − Na Zachodzie bez zmian

#### Najlepsze europejskie efekty specjalne
- Frank Petzold, Viktor Müller i Markus Frank – Na Zachodzie bez zmian

### Nagrody dla filmów niefabularnych

#### Najlepszy europejski film animowany
- Zakaz wstępu dla psów i Włochów, reż. Alain Ughetto
  -  Kwik, reż. Mascha Halberstad
  -  Mój romans z małżeństwem, reż. Signe Baumane
  -  Sąsiedzi moich sąsiadów, reż. Anne-Laure Daffis i Léo Marchand
  -  Szczęście Mikołajka, reż. Amandine Fredon i Benjamin Massoubre

#### Najlepszy europejski film dokumentalny
- Mariupol 2, reż. Mantas Kvedaravičius
  -  Dom z drzazg, reż. Simon Lereng Wilmont
  -  Film balkonowy, reż. Paweł Łoziński
  -  Instagramowa rodzina, reż. Susanne Regina Meures
  -  Marsz na Rzym, reż. Mark Cousins

#### Najlepszy europejski film krótkometrażowy
- Seksualne życie babci, reż. Urska Djukić
  -  Handlarze lodu, reż. João Gonzalez
  -  Kochany tato, reż. Diana Cam Van Nguyen
  -  Techno, Mama, reż. Saulius Baradinskas
  -  Czy odwiedzą mnie rodzice?, reż. Mo Harawe

#### Najlepsza europejska produkcja telewizyjna – nagroda za innowacyjność
- Poza nocą, reż. Marco Bellocchio

### Nagrody przyznawane przez krytyków

#### Największe europejskie odkrycie roku
- Ciałko, reż. Laura Samani
  -  107 matek, reż. Péter Kerekes
  -  Miłość według Dalvy, reż. Emmanuelle Nicot
  -  Inni ludzie, reż. Aleksandra Terpińska
  -  Pamfir, reż. Dmytro Suchołytkyj-Sobczuk
  -  Słońce, reż. Kurdwin Ayub

### Nagrody przyznawane przez publiczność

#### Nagroda publiczności dla najlepszego europejskiego filmu
- Aida, reż. Jasmila Žbanić
  -  Przeżyć, reż. Jonas Poher Rasmussen
  -  Wielka wolność, reż. Sebastian Meise

#### Nagroda młodej widowni dla najlepszego filmu europejskiego dla nastolatków
- Animal, reż. Cyril Dion
  -  Królowa komedii, reż. Sanna Lenken
  -  Sny są jak dzikie tygrysy, reż. Lars Montag

#### Nagroda studentów szkół wyższych dla najlepszego europejskiego filmu
- IO, reż. Jerzy Skolimowski
  -  Alcarràs, reż. Carla Simón
  -  Blisko, reż. Lukas Dhont
  -  W trójkącie, reż. Ruben Östlund
  -  Zaćmienie, reż. Nataša Urban

### Nagrody honorowe i specjalne

#### Europejska Nagroda Filmowa za osiągnięcia życia
- Margarethe von Trotta

#### Europejska Nagroda Filmowa za wkład w światowe kino
- Elia Suleiman

#### Nagroda Eurimages dla najlepszego europejskiego koproducenta
- Ukraińscy producenci filmowi

#### Europejska Nagroda Filmowa na rzecz zrównoważonego rozwoju – Prix Film4Climate
- Europejski Zielony Ład